# جورج أوينو
جورج أوينو (بالإنجليزية: George Owino)‏ (24 أبريل 1981 بنيروبي في كينيا - ) هو لاعب كرة قدم كيني في مركز الدفاع. شارك مع منتخب كينيا لكرة القدم. أما مع النوادي، فقد لعب مع فورتونا دوسلدورف ونادي توسكر ونادي سانت جورج ونادي سوفاباكا ونادي سيمبا ونادي يانغ أفريكانز.

## وصلات خارجية
- جورج أوينو على موقع الاتحاد الدولي (مؤرشف)  (الإنجليزية)
- جورج أوينو على موقع قاعدة بيانات كرة القدم.إي يو (الإنجليزية)
- جورج أوينو على موقع ناشيونال فوتبول تيمز (الإنجليزية)
- جورج أوينو على موقع عالم كرة القدم.نت (الإنجليزية)